# Gare de Simandre-sur-Suran
Gare de Simandre-sur-Suran vasútállomás Franciaországban, Simandre-sur-Suran településen.

## Vasútvonalak
Az állomást az alábbi vasútvonalak érintik:
- Bourg-en-Bresse-Bellegarde-vasútvonal

## Kapcsolódó állomások
A vasútállomáshoz az alábbi állomások vannak a legközelebb:
- Gare de Cize - Bolozon
- Gare de Villereversure